# 约翰·乔·内文
约翰·乔·内文（英語：John Joe Nevin，1988年6月7日—），爱尔兰男子拳击运动员。他曾代表爱尔兰参加2008年和2012年夏季奥林匹克运动会拳击比赛，其中2012年奥运会获得一枚银牌。